# NGC 6068
NGC 6068 (другие обозначения — UGC 10126, IRAS15575+7908, MCG 13-11-19, ZWG 355.5, ZWG 354.31, ARAK 492, KCPG 476B, KAZ 53, PGC 56388) — галактика в созвездии Малая Медведица.
Этот объект входит в число перечисленных в оригинальной редакции «Нового общего каталога».